# Гормігуеро білобровий
Гормігуе́ро білобровий (Myrmoborus leucophrys) — вид горобцеподібних птахів родини сорокушових (Thamnophilidae). Мешкає в Південній Америці.

## Опис
Довжина птаха становить 13,5 см. Виду ритаманний статевий диморфізм. Самці мають переважно синювато-чорне забарвлення, горло у них чорне, над очима білі "брови". У самиць верхня частина тіла коричнева, щоки чорні, горло біле, груди і живіт білуваті, тім'я руде.

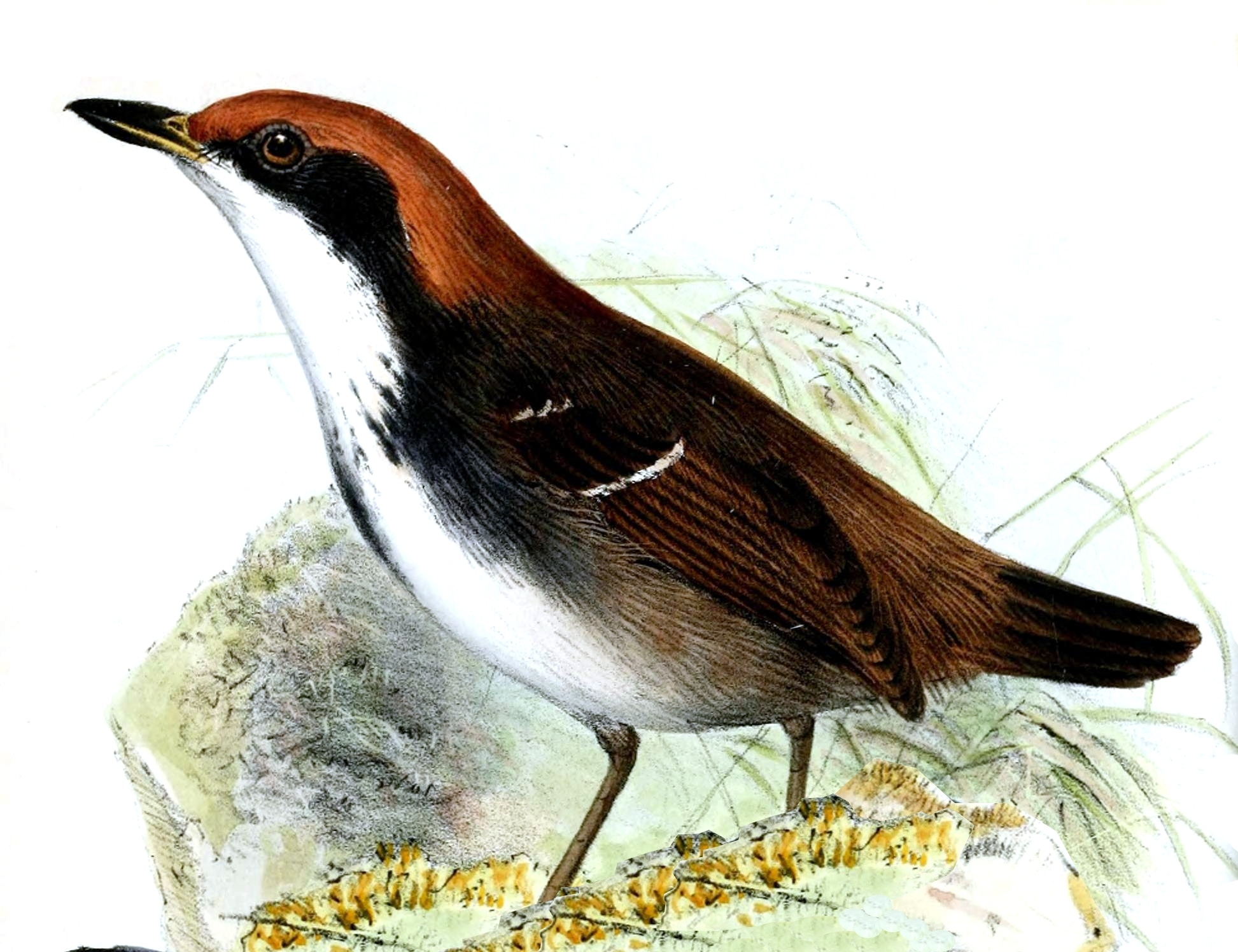
Самиця білобрового гормігуеро

## Підвиди
Виділяють чотири підвиди:
- M. l. erythrophrys (Sclater, PL, 1855) — східні схили Анд на північному заході Венесуели (Коридильєра-де-Мерида) та в Колумбії (на південь до Путумайо);
- M. l. leucophrys (Tschudi, 1844) — крайній південь Колумбії (на південь від Путумайо), східні схили Анд в Еквадорі і Перу, також на схід від Укаялі, південь бразильської Амазонії (на схід до Токантінса), північний схід Болівії;
- M. l. angustirostris (Cabanis, 1849) — південна Венесуела (Амасонас, Болівар), Гвіана і бразильська Амазонія на північ від Амазонки (між річками Жапура і Ріу-Неґру. також від північної Рорайми на схід до Амапи);
- M. l. koenigorum O'Neill & Parker, TA, 1997 — центральне Перу (верхня течія річки Уайяґа в Уануко).

## Поширення і екологія
Білоброві гормігуеро мешкають у Венесуелі, Колумбії, Еквадорі, Перу, Гаяні, Суринамі, Французькій Гвіані, Бразилії і Болівії. Вони живуть у вологих рівнинних і гірських тропічних лісах, в заболочених лісах і бамбукових заростях. Зустрічаються на висоті до 1700 м над рівнем моря, переважно на висоті до 1100 м над рівнем моря.